# Willem Geubbels
Willem Geubbels (Villeurbanne, 16 agosto 2001) è un calciatore francese di origini centrafricane, attaccante del Paris FC.

## Biografia
Geubbels è nato in Francia da padre olandese e madre centrafricana. I suoi zii, Amos Youga e Kelly Youga, sono entrambi calciatori della nazionale centrafricana.

## Carriera

### Club
Geubbels si è formato nell'accademia dell'Olympique Lyonnais. Il 18 luglio 2017 Geubbels ha giocato in un'amichevole contro l'Ajax fornendo l'assist per il gol di Amine Gouiri. Ha debuttato nella prima squadra di Lione il 23 settembre 2017, nel pareggio (punteggio finale 3-3) a domicilio contro il Dijon, in Ligue 1. Grazie a questa entrata in campo, Geubbels è diventato il primo giocatore nato nel XXI secolo a fare un'apparizione in Ligue 1, diventando anche il quinto più giovane giocatore a fare un'apparizione in Ligue 1 a 16 anni, un mese e sette giorni. Il 7 dicembre dello stesso anno, Geubbels entra in campo sostituendo l'infortunato Maxwel Cornet al 45º minuto della gara contro l'Atalanta in Europa League. Geubbels diventa così il più giovane giocatore a partecipare a questa competizione, a soli 16 anni e 113 giorni.
Geubbels si è trasferito al Rocher per quasi 20 milioni di euro durante l'estate 2018, un record per un sedicenne. Dopo aver segnato in un'amichevole, il 24 agosto 2018 Willem Geubbels è vittima di un infortunio alla coscia durante un incontro con la squadra B dell'AS Monaco. Ha giocato la sua prima partita con i monegaschi il 18 settembre 2019 entrando in campo a 8 minuti della fine della partita contro il Lille in Ligue 1.
La prima stagione di Geubbels con l'AS Monaco è afflitta da altri infortuni che spingeranno il suo allenatore a non includerlo nella lista dei giocatori per giocare in Champions League. Ha segnato invece il suo primo gol in incontri ufficiali per l'ASM contro il Nantes il 13 settembre 2020, contribuendo alla vittoria per 2-1.Il 5 maggio 2021 viene squalificato per tre giornate a causa di una rissa avvenuta al termine di una partita contro il Lione, nella quale verranno espulsi anche De Sciglio, Pellegri e Marcelo.
Il 31 agosto 2021 viene ceduto in prestito al Nantes.

### Nazionale
È stato convocato per la prima volta con la nazionale francese Under-16 il 25 ottobre 2016, segnando due gol e facendo un assist. Il 30 maggio 2017 segna una tripletta contro la Germania.
Nel dicembre 2017 viene convocato per la prima volta con la squadra francese Under-17. Il 11 febbraio 2017, ha giocato la sua prima partita contro il Belgio dove fa un assist, segna poi due giorni dopo contro lo stesso avversario. Alla fine della stagione 2016-17 ha partecipato all'europeo U17 con la Francia.
Viene selezionato nella selezione di livello superiore, l'Under-18, dove segna il suo primo gol il 30 agosto 2017 contro la Polonia.
Nel 2020 ha invece giocato una partita con l'Under-20.

## Statistiche

### Presenze e reti nei club
Statistiche aggiornate al 17 agosto 2025.
| Stagione         | Squadra           | Campionato       | Campionato | Campionato | Coppe nazionali | Coppe nazionali | Coppe nazionali | Coppe continentali | Coppe continentali | Coppe continentali | Altre coppe | Altre coppe | Altre coppe | Totale | Totale | Totale |
| Stagione         | Squadra           | Comp             | Pres       | Reti       | Comp            | Pres            | Reti            | Comp               | Pres               | Reti               | Comp        | Pres        | Reti        | Pres   | Reti   |        |
| ---------------- | ----------------- | ---------------- | ---------- | ---------- | --------------- | --------------- | --------------- | ------------------ | ------------------ | ------------------ | ----------- | ----------- | ----------- | ------ | ------ | ------ |
| 2017-2018        | Olympique Lione 2 | N2               | 12         | 6          | -               | -               | -               | -                  | -                  | -                  | -           | -           | -           | 12     | 6      |        |
| 2017-2018        | Olympique Lione   | L1               | 2          | 0          | CF+CdL          | 0+1             | 0               | UEL                | 1                  | 0                  | -           | -           | -           | 4      | 0      |        |
| 2018-2019        | Monaco 2          | N2               | 1          | 0          | -               | -               | -               | -                  | -                  | -                  | -           | -           | -           | 1      | 0      |        |
| 2018-2019        | Monaco            | L1               | 1          | 0          | CF+CdL          | 0+1             | 0               | UCL                | 0                  | 0                  | -           | -           | -           | 2      | 0      |        |
| 2019-2020        | Monaco            | L1               | 0          | 0          | CF+CdL          | 0               | 0               | -                  | -                  | -                  | -           | -           | -           | 0      | 0      |        |
| 2020-2021        | Monaco            | L1               | 14         | 1          | CF              | 1               | 0               | -                  | -                  | -                  | -           | -           | -           | 15     | 1      |        |
| 2021-2022        | Nantes            | L1               | 22         | 2          | CF              | 4               | 1               | -                  | -                  | -                  | -           | -           | -           | 26     | 3      |        |
| lug.-dic. 2022   | Monaco            | L1               | 0          | 0          | CF              | 0               | 0               | UCL+UEL            | 0                  | 0                  | -           | -           | -           | 0      | 0      |        |
| Totale Monaco    | Totale Monaco     | Totale Monaco    | 15         | 1          |                 | 2               | 0               |                    | 0                  | 0                  |             | -           | -           | 17     | 1      |        |
| gen.-giu. 2023   | San Gallo         | SL               | 17         | 2          | CS              | 1               | 0               | -                  | -                  | -                  | -           | -           | -           | 18     | 2      |        |
| 2023-2024        | San Gallo         | SL               | 32         | 8          | CS              | 1               | 0               | -                  | -                  | -                  | -           | -           | -           | 33     | 8      |        |
| 2024-2025        | San Gallo         | SL               | 31         | 14         | CS              | 1               | 1               | UECL               | 9                  | 2                  | -           | -           | -           | 41     | 17     |        |
| lug.-ago. 2025   | San Gallo         | SL               | 3          | 3          | CS              | 0               | 0               | -                  | -                  | -                  | -           | -           | -           | 3      | 3      |        |
| Totale San Gallo | Totale San Gallo  | Totale San Gallo | 83         | 27         |                 | 3               | 1               |                    | 9                  | 2                  |             | -           | -           | 95     | 30     |        |
| 2025-2026        | Paris FC          | L1               | -          | -          | CF              | -               | -               | -                  | -                  | -                  | -           | -           | -           | -      | -      |        |
| Totale carriera  | Totale carriera   | Totale carriera  | 135        | 36         |                 | 10              | 2               |                    | 10                 | 2                  |             | -           | -           | 155    | 40     |        |

## Palmarès

### Competizioni nazionali
- Coppa di Francia: 1

Nantes: 2021-2022